# V.C. Corner Australian Cemetery and Memorial

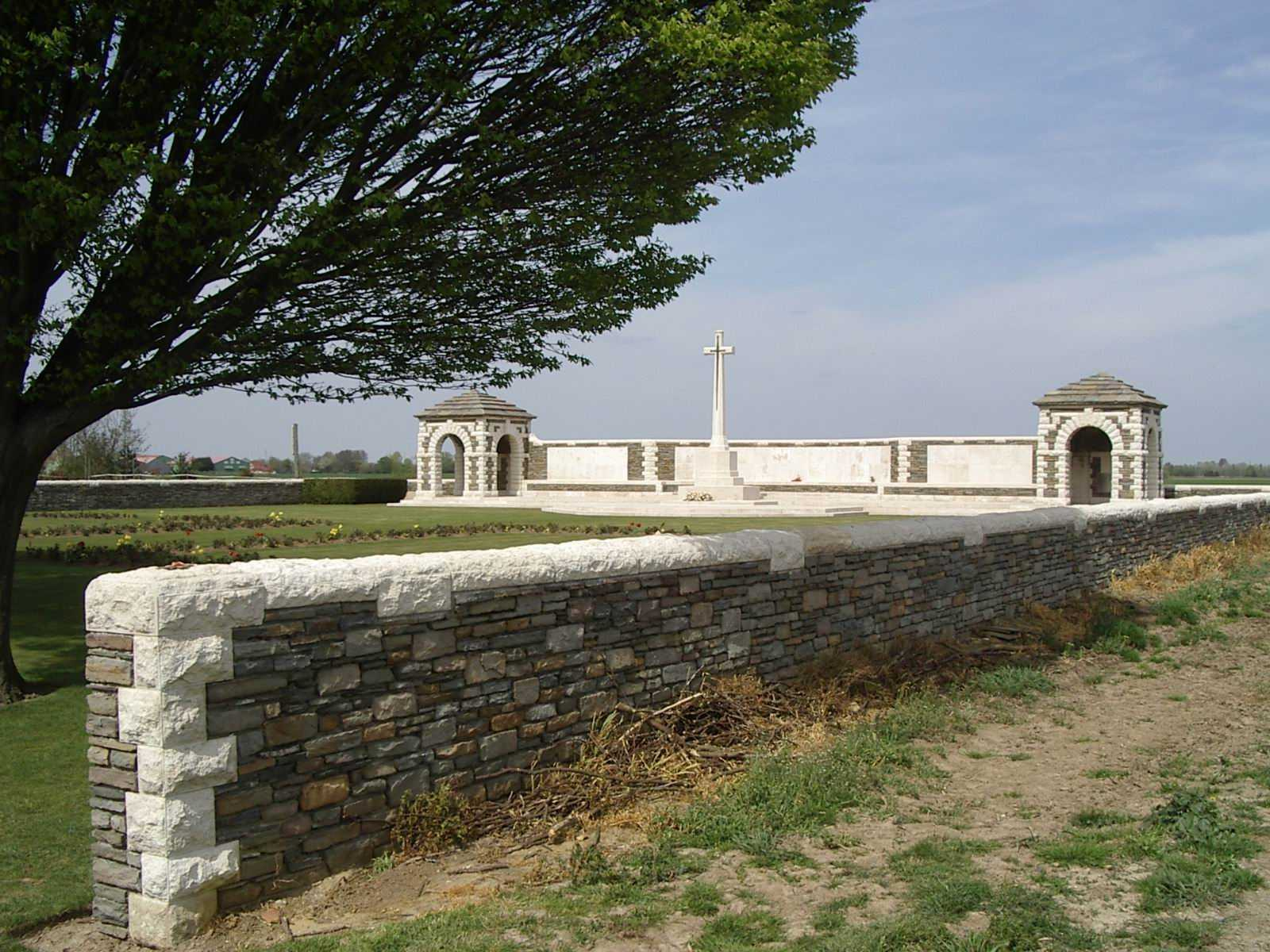
Blick auf die Anlage mit einem Cross of Sacrifice im Hintergrund

Der V.C. Corner Australian Cemetery and Memorial-Friedhof wurde von 1920 bis 1921 in der Nähe des Ortes Fromelles von der Commonwealth War Graves Commission angelegt.
Auf dem Friedhof wurden 410 Gefallene der First Australian Imperial Force beigesetzt, die nach Kriegsende vom ehemaligen Schlachtfeld geborgen wurden. Die Toten, von denen keiner namentlich identifiziert wurde, liegen nicht in einem Massengrab, obwohl es keine individuellen Grabsteine gibt. Es wurden auf diesem Friedhof Soldaten aus der Schlacht bei Fromelles im Juli 1916 beigesetzt. Auf dem Denkmal sind die Namen von 1300 australischen Soldaten verzeichnet, die kein bekanntes Grab haben. Ein Teil von ihnen liegt in 710 Gräbern unbekannter Soldaten auf anderen Friedhöfen. 2010 wurde in Sichtweite des Friedhofes der Fromelles (Pheasant Wood) Military Cemetery eröffnet, auf dem weitere Tote der Schlacht bei Fromelles bestattet wurden.
Seit 2008 befindet sich 200 Meter vom Friedhof entfernt in Richtung des Ortes Fromelles der Australian Memorial Park. 
Der Memorial Park befindet sich ungefähr an der Stelle, an der im Krieg die deutschen Linien die auch heute noch vorhandene Straße durchschnitten. Der Friedhof befindet sich hingegen an der Stelle, wo sich die alliierten Stellungen zur Zeit der Schlacht bei Fromelles befanden.

## UNESCO-Weltkulturerbe
Als Grab- und Gedenkstätte des Ersten Weltkriegs gehört der „V.C. Corner Australian Cemetery“ seit 2023 zum UNESCO-Welterbe in Frankreich.